# حبيب جعفر
حبيب جعفر لاعب كرة قدم عراقي سابق واسمه الكامل حبيب جعفر عكال الربيعي من مواليد 1966 يعتبر حبيب نجم من نجوم الكرة العراقية بدأت موهبته بالظهور في منتصف الثمانينات من القرن الماضي، قدم الكثير للكرة العراقية حتى اعتبر أحد أشهر نجوم الكرة العراقية واختير ثالث أفضل لاعب في القرن الماضي للكرة العراقية، فهو لاعب مهاري كبير يمتاز بسرعته ومراوغاته ومكره الكبير ذو عقل وفكر رائع، فرغم قصر قامته فقد احرج أكبر حراس المرمى باهدافه واحرج أكبر المدافعين بمهارته وتلاعبه بهم فاثبت نفسه وجعل من اسمه وجودا على خارطة نجوم المنتخب الوطني الذين كان مليئا بالنجوم في فترة الثمانينات فكانت دورة الخليج الثامنة بداية نجوميته وشهرته وشكل ثلاثيا رائعا مع سعد قيس وليث حسين واشرف على تدريب كبار المدربين امثال عصام الشيخ وقاسم لزام وعادل شحيت واكرم سلمان، ويحيى علوان وعمو بابا وثائر أحمد وأنور جسام وهو ينتمي لعائلة رياضية، فله اخوان يمارسان كرة القدم وهما سلام جعفر مع الطلبة وأخيرا أخوه الآخر عباس جعفر وهو متزوج ولديه 6 أطفال 3 أولاد و3 بنات.

## بدايته مع كرة القدم
بداية النجم حبيب جعفر كانت مع الفرق الشعبية حاله كحال أبرز نجوم العراق ولكن البداية الفعلية كانت على يد المدرب عصام الشيخ عام 1978 في مركز شباب الفارس العربي ونتيجة لحسه الكروي الكبير ومهارته تم استدعائه لنادي الطلبة عام 1983 وفي نفس العام شارك مع منتخب الناشئين ثم استدعى للمشاركة مع منتخب الشباب عام 1985 على يد المدرب واثق ناجي فالمنتخب الوطني على يد المدرب البرازيلي ايدو حيث شارك مع المنتخب الثاني لانشغال المنتخب الوطني في بطولة كاس العالم في المكسيك عام 1986 فكان ظهوره الأول في بطولة الخليج الثامنة حيث أبدع هناك ثم شارك مع نادي الرشيد وحقق معه الكثير من الإنجازات فنادي الطيران فيما بعد والعودة لنادي الطلبة مرة أخرى وفي عام 2002 اعتزل الللعب دوليا وكانت آخر مباراة له امام منتخب البحرين ضمن تصفيات كأس العالم في المنامة وانتهت بخسارة منتخبنا 2-0 كما كانت له رحلة مع الاحتراف في الدوري القطري والعماني وانهى مسيرته بالتدريب فدرب اندية كناديه الام الطلبة والكرخ

## حبيب جعفر والدوري العراقي
بدأت رحلة حبيب جعفر مع الدوري العراقي عندما تم استدعائه للعب مع نادي الطلبة فريقه الام وذلك عام 1983 حيث كانت أول مباراة له في الدوري العراقي مع الطلبة ضد نادي القوة الجوية وانتهت المباراة يومها بالتعادل وسجل حبيب هدفه الأول يومها بالدوري الممتاز وعلى ملعب الشعب وفي أول مباراة يلعبها بالدوري العراقي الممتاز وسجله حافل بالإنجازات والالقاب مع الاندية التي مثلها فحصل مع الطلبة وصافة الدوري العراقي موسم 82-83 كذلك الحال في موسم 83-84 وحصل مع الطلبة لقب الدوري لأول مرة موسم 85-86 وفي عام 1985 انتقل للعب في صفوف نادي الرشيد ولمدة 5 اعوام وحصل معه على 3 القاب للدوري موسم 86-87 وموسم 87-88 وموسم 88-89 والوصيف موسم 89-90 وبعد أمر تفكيك نادي الرشيد انتقل للعب مع نادي الطيران ولموسم واحد فقط هو موسم 1990-1991 وعاد بعدها مع الطلبة وتعرض في موسم 92-93 إلى اصابة بليغة ابعدته عن الملاعب لمدة عام كامل تقريبا ورغم ذلك حصل الطلبة على لقب الدوري ولم يشترك الا في مباريات الدوري الأخيرة وحصل معه بعدها على وصافة الدوري العراق موسم 98-99 وكان موسم 2001/2001 آخر مواسم الالقاب لحبيب جعفر حيث رفع لقب الكاس والدوري مع ناديه الطلبة وحصل حبيب على الكثير من الالقاب منها أفضل لاعب عراقي لثلاث مواسم هي 1992/1998/2001 كما احترف في مواسم عدة في الدوري القطري واللبناني والعماني ولكنه سرعان ما كان يعود لناديه الام الطلبة الذي لعب معه آخر مبارياته في الدوري العراق حتى اعتزل اللعب عام 2004 معه بعد رحلة قاربت العشرين عاما مع الدوري العراق سجل فيها الكثير من الاهداف وحصد مع الاندية التي لعب معها الكثير من الالقاب المحلية والدولية

## حبيب جعفر ورحلة الاحتراف
لحبيب جعفر رحلة طويلة مع الاحتراف ابتدأت موسم 1993/1994عندما لعب حبيب جعفر بالدوري القطري ومع نادي قطر ولموسمين متتاليين بعدها انتقل للعب مع فريق الاتحاد القطري الذي يسمى حاليا بالغرافة وكان ذلك موسم 1995/1996 بعدها انتقل للعب في صفوف نادي الوكرة القطري موسم 1997/1998 حيث انهى بعدها مسيرته الاحترافية هناك بالدوري القطري والينتقل بعدها للانتقال إلى الدوري اللبناني ومع الأنصار اللبناني بالتحديد موسم 1999/2000 بعدها عاد لنادي الطلبة وفي موسم 2002/2003 لعب آخر مواسمه الاحترافية الذي كان في الدوري العماني مع نادي ظفار العماني برفقة زميلة صباح جعير.

## مشاركات حبيب جعفر في بطولات الخليج
تعد دورة الخليج منطلق الشهرة والنجومية للكابتن حبيب جعفر فقد شارك مع المنتخب الوطني الثاني في الدورة الثامنة لكأس الخليج التي اقيمت عام 1986 في البحرين وجائت فرصة مشاركة حبيب مع المنتخب الوطني وفرصة اظهار قدراته حيث أن المنتخب الأول كان مشغولا وقتها بنهائيات كاس العالم في المكسيك المقامة في العام ذاته وفي الدورة الثامنة التي كان مدربنا وقتها المدرب البرازيلي ايدو استطاع حبيب جعفر تسجيل أولى اهدافه في دورات الخليج ضد قطر في العاصمة البحرينية المنامة يومها انتهت المباراة بالتعادل 1-1 ولم يقدم منتخبنا الأداء الجيد حينها في هذه البطولة
كما شارك في الدورة التاسعة من دورات الخليج عام 1988 التي اقيمت في السعودية وأبدع الكابتن حبيب في هذه البطولة وسجل هدفا ضد قطر أيضا اعتبر الأجمل في مسيرة حبيب جعفر يوم فزنا بنتيجة 3-0 وقدم أداء رائع في البطولة استحق يومها نيل لقب أفضل لاعب في البطولة حيث ساهم بفوز منتخبنا باللقب للمرة الثالثة وحصل على جائزة البطولة التي قدرها 10 آلاف دينار عراقي
كما شارك في الدورة العاشرة التي اقيمت بالكويت التي انسحب منها المنتخب العراقي بقرار سياسي والغيت نتائجه رغم أنه كان على وشك الحصول على البطولة حيث كان السبب اعتراضا بخصوص شعار البطولة واحتجاجا على طرد عدنان درجال ومحاولات كثيرة أخرى من اجل ابعاد العراق عن البطولة ورغم ذلك قدم حبيب جعفر أداء رائعا في هذه البطولة واحرز فيها هدف الفوز على البحرين في العاصمة الكويتية الكويت
وبذلك شارك حبيب جعفر بثلاث دورات خليجية وسجل فيها 3 اهداف بمعدل هدف في كل بطولة!
== إنجازات وارقام أخرى في حياة حبيب جعفر == -الدوري العراقي 6 مرات 3 مرات مع الطلبة (1985-1986 ,1992-1993 ,2001-2002)3 مع الرشيد (1986-1987 ,1987-1988 ,1988-1989)كأس العراق 3 مرات. 2 مع الرشيد (1986-1987 ,1987-1988)ومرة واحدة مع الطلبة (2001-2002) وبطولة كأس المثابرة (السوبر)2002 وبطولة ام المعارك (1992)وبطولة الاندية العربية مع الرشيد 3 مرات (1987-1988-1989)
- اختياره ثالث أفضل لاعب عراقي في القرن بعد النجمان أحمد راضي وحسين سعيد
- الحصول على لقب أفضل لاعب في الدوري العراقي ثلاث مرات في المواسم 1992/1998/2001
-أفضل لاعب مع منتخب الناشئين في تصفيات بطولة آسيا للناشئين 1984 المقامة في الدوحة
- والحصول على لقب أفضل لاعب في بطولة الخليج العربي التاسعة 1988 المقامة في الرياض والتي احرز منتخبنا الوطني لقبها
- الحصول على لقب أفضل لاعب في بطولة جواهر لال نهرو الدولية 1996 التي اقيمت في الهند
- أكثر لاعب مع أحمد راضي بعدد المشاركات في تصفيات كاس العالم البالغه أربعة
- لعب أكثر من 90 مباراة دولية وسجل خلالها 27 هدف دولي.
- حصوله مع الطلبة والرشيد على الكثير من الالقاب المحلية والدولية

## جعفر والتدريب
دخل الكابتن حبيب مجال التدريب، وكيف لا وهو صاحب الخبرة الدولية الطويلة وصاحب الإنجازات مع انديته وكيف لا وهو من اشرف على تدريبه كبار المدربين ونال الكثير من الشهادات التدريبية أحدها من الاتحاد الإنكليزي وأخرى من السويد وأخرى باشراف الاتحاد العراقي فبدا كمساعدا للمدرب ثائر أحمد فمدربا للطلبة وأخيرا مدربا لنادي الكرخ، كما يساهم بالاشراف على مدرسة كروية في مدينة الصدر.

## مشاركات حبيب جعفر الدولية مع الكرة العراقية
كثيرة مشاركات حبيب جعفر مع المنتخب الوطني وانديته ولكن سنقوم بسرد أبرزها ونبدأ من عام 1984 وهي بداية انطلاقة حبيب الدولية ففي تصفيات ناشئين آسيا الأولى تحت سن 16 سنة شارك العراق بقيادة المدرب عامر جميل وضمت مجموعة العراق كوريا ج والبحرين وقطر وأبدع يومها الكابتن حبيب هناك وسجل هدفي الفوز ضد البحرين وساهم بوصول منتخبنا الشبابي للادوار النهائية وفي عام 1985 شارك في كاس فلسطين للشباب في الجزائر وسجل أحد اهداف الفوز على منتخب تونس وانتهت المبارات 2-0 كما شارك بنفس العام مع ناديه الرشيد في بطولة الاندية الآسيوية وقدم أداء طيب هناك وسجل ضد نادي عمان الأردني أحد اهداف الفوز الأربعة ولكن نادي الرشيد انسحب فيما بعد بحجة عدم لقاء الاندية السورية وحصل مع المنتخب الثاني على بطولة كاس العرب الخامسة في الأردن بقيادة المدرب جمال صالح وفي عام 1986 شارك في تصفيات شباب آسيا وكانت له كلمة الابداع وسجل هدف الفوز في بغداد ضد عمان بقيادة المدرب ناصر نصرت وسجل هدفا بنفس العام ضد نادي دوكلا براغ الجيكي في مباراة ودية جرت في بغداد وانتهت 3-1 لمنتخبا العراقي البديل كما سجل بنفس العام أحد اهداف الفوز بالمباراة النهائية لبطولة العراق الدولية في بغداد مع ناديه الرشيد ضد منتخب بغداد وانتهت المباراة يومها 2-1 كما سجل هدفين آخرين في البطولة مع نادي الرشيد ضد نادي فحيحيل الكويتي وانتهت المباراة بنتيجة 5-0 وشارك مع المنتخب البديل في دورة الخليج الثامنة في البحرين وسجل هدفا ضد قطر في العاصمة البحرينية المنامة يوم تعادلنا 1-1، وفي التحضير للتصفيات المؤهلة لاولمبيات سيؤول شارك مع المنتخب الأولمبي في عام 1987 في عدة معسكرات منها معسكر في مصر ومسكر آخر في البحرين وسجل هناك هدف الفوز ضد البحرين وانتهت المباراة يومها 2-1، كما شارك بمعسكر البرتغال بقيادة شيخ المدربين عمو بابا وقدم جعفر أداء رائع هناك وساهم بالفوز على نادي برنيسيا البرتغالي وسجل أحد اهداف الفوز وانتهت المباراة بفوز العراق الأولمبي 3-1 وسجل كذالك أحد اهداف الفوز على نادي سبورتنغ لشبونه يوم فزنا بنتيجة 4-1 كما شارك مع الرشيد في بطولة الاندية العربية
بقيادة عمو بابا كما شارك بمعسكر آخر بالكويت وسجل هناك هدفا ضد بوتوفاجو البرازيلي وانتهت المباراة 3-1 للعراق الأولمبي كما شارك مع الرشيد في بطولة الاندية الآسيوية وسجل هدفا ضد نادي الهلال السعودي يوم خسرنا 2-1 في الرياض، كما ساهم مع الرشيد بالفوز ببطولة الاندية العربية وسجل هدفين هناك ضد النجم الساحلي التونسي في الرياض وانتهت المبارت 5-1 وسجل أحد اهداف الفوز في النهائي ضد الاتحاد السعودي يوم فزنا بنتيجة 2-1 وفي جولة الإياب من التصفيات الأولمبية عام 1988 سجل حبيب جعفر في مسقط هدفين ضد قطر وانتهت المباراة 4-1 وفي خليجي 9 الرياض 1988 حقق مع منتخبنا الوطني ذهب الدورة واختير حبيب جعفر كأفضل لاعب في البطولة وسجل في البطولة هدفا ضد قطر وانتهت المباراة 3-0 بعدها شارك عام 1989 مع الرشيد في بطولة الاندية الاسوية ووصل معه إلى الدور النصف نهائي وسجل هدفا في البطولة ضد نادي موهون باجان الهندي، كما شارك في عودة العراق لتصفيات العالم العسكرية وفي عام 1990 شارك بدورة الخليج العاشرة في الكويت التي انسحب منها المنتخب الوطني فيما بعد وسجل حبيب جعفر في هذه البطولة هدف الفوز ضد البحرين، كما شارك ببطولة الصداقة والسلام وسجل بنفس العام هدفا ضد الصين في مباراة ودية جرت في بغداد استعدادا للدورة الآسيوية وانتهت المباراة 4-1 وفي عام 1992 شارك مع العراق في بطولة الأردن الودية وقدم أداء رائع في هذه بطولة التي احرز منتخبنا فيها المركز الثاني وسجل فيها ضد إثيوبيا هدفين يوم فزنا 13-0 في اربد الأردنية وهدف الفوز ضد مولدوفا يوم فزنا 1-0 وفي عام 1993غاب حبيب لمدة عام بعد تعرضه لاصابة في أولى مباريات الدوري ضد الزوراء موسم 92-93 وفي العام الذي تلاه شارك في تصفيات كاس العالم وسجل ضد كوريا ج في الدوحة القطرية يوم تعادلنا 2-2 وفي عام 1996 شارك مع العراق في تصفيات آسيا بعد غياب طويل للعراق عن البطولة وساهم مع المنتخب في التاهل لنهائيات امم آسيا الحادية عشر بالإمارات وفي عام 1997 سجل هدفا ضد الأردن في بغداد ضمن مباراة ودية يومها كان المنتخب بقيادة المدرب يحيى علوان وشارك بنفس العام ببطولة نهرو الدولية واختير كأفضل لاعب في البطولة رغم عدم اشتراكه في المباراة النهائية ضد أوزبكستان لحصوله على إنذارين وشارك بنفس العام مع المنتخب في نهائيات كاس العالم وسجل بنفس العام هدفا ضد نادي السد القطري في مباراة ودية في العاصمة القطرية الدوحة وانتهت المباراة 3-0 لمنتخبنا الوطني استعدادا لتصفيات كاس العالم التي خرجنا منها بعد خسارة ضد كازاخستان 3-1 وفي عام 2000 شارك مع الطلبة في كأس الكؤوس الآسيوية وسجل الهدف الثالث ضد نادي السد القطري في المباراة التي جرت في عمان وانتهت 3-3 وتاهل وقتها السد بفارق الاهداف عن نادي الطلبة، كما أصبح حبيب جعفر كابتن المنتخب العراقي في هذا العام وفي عام 2001 شارك بتصفيات كاس العالم للمرة الرابعة محققا رقم النجم أحمد راضي وسجل هدفا فيها ضد النيبال في المباراة التي جرت في العاصمة بغداد وانتهت بفوز العراق بنتيجة 9-1 بقيادة المدرب عدنان حمد

## روابط خارجية
- حبيب جعفر على موقع ناشيونال فوتبول تيمز (الإنجليزية)
- حبيب جعفر على موقع أوليمبيديا (الإنجليزية)